# کفودمژده
کفود مژده روستایی در منطقه غربی استان گیلان در شهرستان ماسال ودر بخش شانددمن واقع شده است مردمی تالش زبان دراین روستا زندگی می کنند شغل این روستاییان اکثر کشاورزی ودامداری است ونیز مردان به شغل چوبری به زبان محلی داربار مشغول هستند  
کفود مژده حدود یک کیلومتر با شاندرمن فاصله دارد
وبا روستاهای دلیجان وتوسه سرا همجوار است 
در کفودمژده اکثراهالی باهم فامیل هستند 
بیشتر فامیلی های ذوالفقاری،عزیزی،کوهنورد،عباسی وصحرایی در این روستا زندگی میکنند.
کفود مژده ازاول تاالان یک دهیار داشته است
در کفود مژده زنها خیلی کوشاوزرنگ هستند 
در فصل بهارو تابستان به کار برنج)نشا،ویجین،درو،وجمع کردن(
می پردازند.
ودر فصل پاییز به چیدن باقالی یاهمان لوبیا مشغول هستند.
کد تلفن کفود مژده 0134465 می باشد.
```
کفود مژده مکان های گردشگری ندارد.
```

اما ویلا وسوئيت دران فراوان است .

## جمعیت
این روستا در دهستان شاندرمن قرار دارد و براساس سرشماری مرکز آمار ایران در سال ۱۳۸۵، جمعیت آن ۳۹۰ نفر (۸۵خانوار) بوده‌است.